# (6358) Chertok
(6358) Chertok ist ein Asteroid des Hauptgürtels, der am 13. Januar 1977 vom sowjetisch-russischen Astronomen Nikolai Stepanowitsch Tschernych am Krim-Observatorium (IAU-Code 095) in Nautschnyj, etwa 30 km von Simferopol entfernt, entdeckt wurde.
Der Asteroid wurde nach dem sowjetischen Raketenkonstrukteur und Weltraumpionier Boris Jewsejewitsch Tschertok (1912–2011) benannt, der als stellvertretender Chefkonstrukteur von Koroljows Konstruktionsbüro in der Zeit von 1956 bis 1992 und danach als dessen Nachfolger in der sowjetischen Raumfahrt eine Schlüsselrolle spielte.